# Alpine A525
Alpine A524 — болід Формули-1, розроблений і виготовлений командою Alpine для участі в чемпіонаті Формули-1 2025 року. Це п'ятий болід Формули-1 команди Альпін після ребрендингу команди Рено. Пілотами A525 стали П’єр Гаслі, для якого це стало третім сезоном з командою, та Джек Дуен, який вперше дебютував за команду на Гран-прі Абу-Дабі 2024 року. З Гран-прі Емілії-Романьї місце Дуена зайняв Франко Колапінто. Обов’язки резервних пілотів взяв на себе Пол Арон, Рьо Хіракава, Куш Маіні та Колапінто, який згодом обмінявся цією роллю з Дуеном. Автомобіль був представлений на спеціальному заході 18 лютого 2025 року та дебютував у змаганнях на Гран-прі Австралії 2025 року.

## Історія
Alpine представила автомобіль на заході F1 75 Live 18 лютого 2025 року. Ліврея автомобіля була значною мірою схожою на Alpine A521, з поверненням французького національного гоночного кольору Bleu de France, що був притаманний боліду 2021 року, та рожевим кольором, що акцентував напис BWT на бічних понтонах та передній частині автомобіля.

## Результати
| Рік      | Команда        | Двигун                | Шини | Гонщик           | Гран-прі | Гран-прі | Гран-прі | Гран-прі | Гран-прі | Гран-прі | Гран-прі | Гран-прі | Гран-прі | Гран-прі | Гран-прі | Гран-прі | Гран-прі | Гран-прі | Гран-прі | Гран-прі | Гран-прі | Гран-прі | Гран-прі | Гран-прі | Гран-прі | Гран-прі | Гран-прі | Гран-прі | Очки | Місце |
| Рік      | Команда        | Двигун                | Шини | Гонщик           | АВС      | КИТ      | ЯПО      | БАХ      | САУ      | МАЯ      | ЕМІ      | МОН      | ІСП      | КАН      | АВТ      | ВЕЛ      | БЕЛ      | УГО      | НІД      | ІТА      | АЗЕ      | СІН      | США      | МЕХ      | САП      | ЛВГ      | КАТ      | АБУ      | Очки | Місце |
| -------- | -------------- | --------------------- | ---- | ---------------- | -------- | -------- | -------- | -------- | -------- | -------- | -------- | -------- | -------- | -------- | -------- | -------- | -------- | -------- | -------- | -------- | -------- | -------- | -------- | -------- | -------- | -------- | -------- | -------- | ---- | ----- |
| 2025     | Alpine F1 Team | Renault RE25 1.6 V6 t | P    | Джек Дуен        | Схід     | 13       | 15       | 14       | 17       | Схід     |          |          |          |          |          |          |          |          |          |          |          |          |          |          |          |          |          |          | 11*  | 10*   |
| 2025     | Alpine F1 Team | Renault RE25 1.6 V6 t | P    | Франко Колапінто |          |          |          |          |          |          | 16       | 13       | 15       |          |          |          |          |          |          |          |          |          |          |          |          |          |          |          | 11*  | 10*   |
| 2025     | Alpine F1 Team | Renault RE25 1.6 V6 t | P    | П'єр Гаслі       | 11       | ДСК      | 13       | 7        | Схід     | 138      | 13       | Схід     | 8        |          |          |          |          |          |          |          |          |          |          |          |          |          |          |          | 11*  | 10*   |
| Джерело: |                |                       |      |                  |          |          |          |          |          |          |          |          |          |          |          |          |          |          |          |          |          |          |          |          |          |          |          |          |      |       |

* Сезон триває.